# توم غراهام
توم غراهام (10 أبريل 1956 - ) هو لاعب كرة طائرة كندي. شارك في الألعاب الأولمبية الصيفية 1976.

## وصلات خارجية
- توم غراهام على موقع أوليمبيديا (الإنجليزية)